# 東
東在漢語中有多個意義：
- 本义的東是基本四方位之一，即東方。东方是太阳升起的方位，与西方相对，在西式地图上通常用右侧来表示。在中国传统文化中，东方的守护神是青龙。中国古代用八卦震代表东方，也常用左表示东，中国的传统地图画法也是左为东。
- 中國的東部、東邊、東方、東國，如東海，東鄰扶桑。
- 古人稱汉地九州的東方，如東方太昊、東方青帝、東方“木”德、東方七宿。
- 東，主位在東，客位在西。東表示主人，例如房東、東家、東主、作東。
- 依据地理文化等因素所划分地球上的东方，和西方相对，这个概念比较模糊。以歐洲人的观点，指欧洲以东的地区，從歐洲面向東方，亞洲可分爲近東（不常用）、中東、遠東；有时俄罗斯也被称为东方。而中国一般认为东亚地区是东方，欧美地区是西方；印度在古代被称为西方，近代有时也被认为是东方的一部分。而當地生活的人民也被稱為東方人。